# Бистрицький Андрій Андрійович

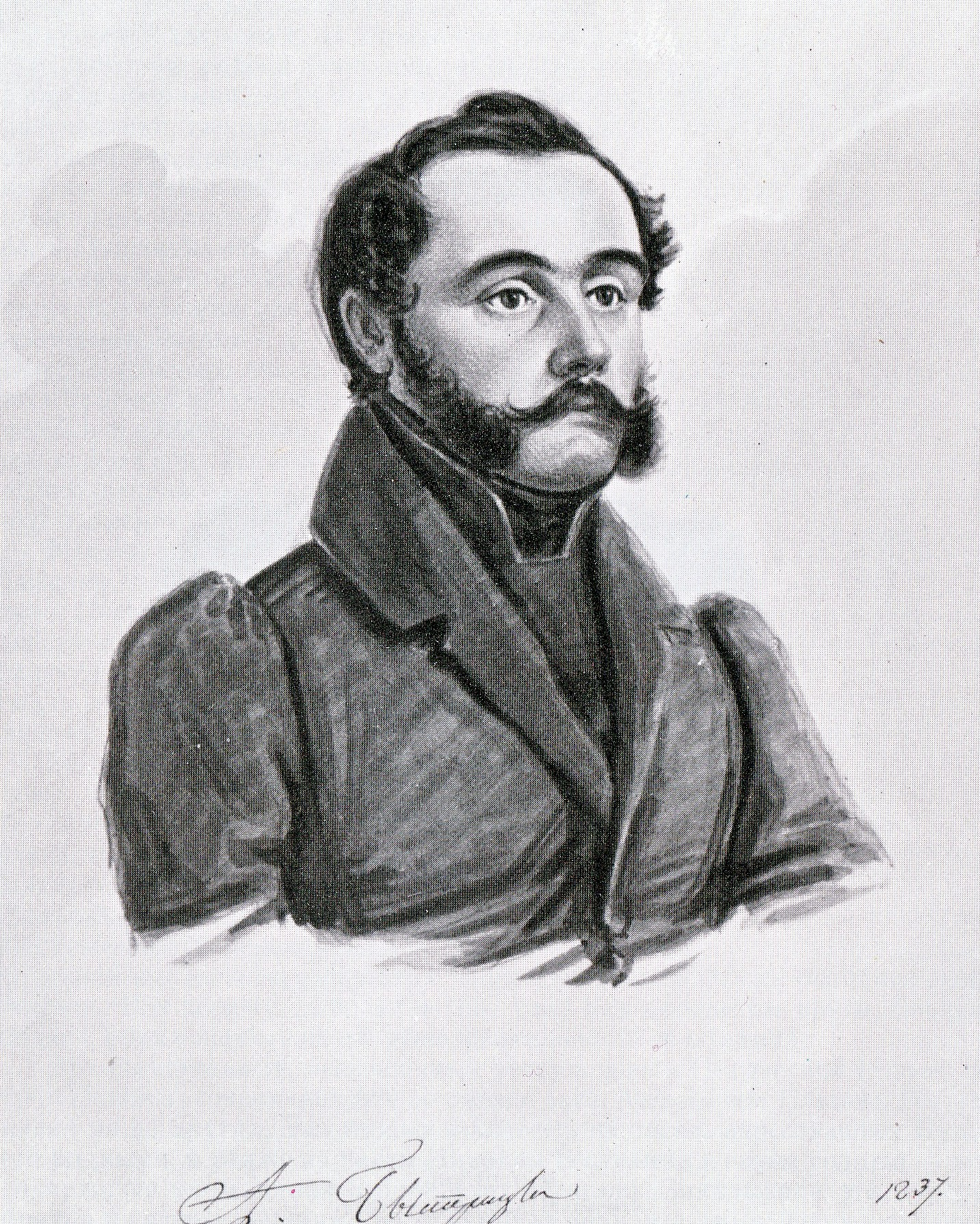
Бистрицький А. А. 1837 рік. Акварель Бестужева М. О.

Андрі́й Андрі́йович Бистри́цький — (*1799 — †1872) — підпоручник Чернігівського піхотного полку, декабрист. Брав участь у повстанні Чернігівського полку, за що військовим судом був засуджений до 20 років каторги.

## Біографія
З дворян Київської губернії. До служби вступив юнкером до Чернігівського кінно-єгерського полку у 1817 році. У 1819 — переведений до Чернігівського піхотного полку, прапорщик — 29 квітня 1819, підпоручик — 4 травня 1823 року. Учасник Повстання Чернігівського полку. Військовим судом при Головній квартирі 1 армії в Могилеві засуджений до смертної кари, 12 липня 1826 по найвищій конфірмації засуджений до позбавлення чинів і дворянства і заслання до Сибіру на каторгу без зазначення строку. Відправлений з Києва по етапу пішки разом з Сухіновим, Мозалевським та Соловйовим. Каторгу відбував у Читі і Петровському заводі. За указом 10 липня 1839 відправлений на поселення в с. Хомутово Кудинського волості Іркутської губернії.
В 1856 році повернувся і оселився в Могилеві-Подільському.
Тарас Шевченко в «Щоденнику» 15 квітня 1858 записав: «Познакомился с стариком Персидским, с декабристом». Декабриста з таким прізвищем не було. Є припущення, що в записі йде мова про Бистрицького, який саме в квітні 1858 приїжджав до Петербурга клопотатися про пенсію.